# Melvin (Iowa)
Melvin – miasto w Stanach Zjednoczonych, w stanie Iowa, w hrabstwie Osceola. Zgodnie ze spisem statystycznym z 2000 roku, miasto liczyło 243 mieszkańców.